# Cătălin Bălescu
Cătălin Bălescu (n. 6 de enero de 1962 en Brad, Hunedoara) es un artista visual rumano y profesor universitario en el Departamento de Pintura de la Universidad Nacional de las Artes de Bucarest (UNARTE). 
Bălescu es el Rector de la Universidad Nacional de las Artes de Bucarest (electo en 2012). 
Es, también, miembro del personal permanente de la sección de Estudios Doctorales dentro del Departamento de Pintura de UNARTE, donde ha coordinado disertaciones doctorales desde 2010. 
Cătălin Bălescu es miembro de la Unión de Artistas Plásticos desde 1990.

## Educación
Cătălin Bălescu nació en  Brad, en el condado de Hunedoara (Rumania). Tras estudiar en el Colegio de Bellas Artes en Deva (Hunedoara), en 1986 se graduó en el Instituto de Bellas Artes “Nicolae Grigorescu”, lugar donde estudió entre 1981 y 1986. 

## Actividad Didáctica y Científica
Cătălin Bălescu enseña en el Departamento de Pintura de la Universidad Nacional de las Artes de Bucarest desde 1990. 
Empezó su carrera académica como Profesor Asistente, entre 1990 y 1997, en la clase de los Profesores Sorin Ilfoveanu, Florin Mitroi, Vasile Grigore. 
En 1998 fue nombrado lector universitario en el Departamento de Pintura de la Universidad Nacional de las Artes de Bucarest, y en 2003 se convirtió en doctor en Artes Visuales – con su tesis Elementos de Gramática de la imagen visual artística – Sintaxis de la imagen, publicado en 2004 por la Editorial Printech, ISBN 9737180909.
En 2005 fue profesor asociado en el Departamento de Pintura hasta 2009, año en el que fue titulado como Profesor Universitario. 
Entre los años 1995-1996 Cătălin Bălescu coordina “Taller 35”, dentro de la Unión de los Artistas Plásticos de Rumania. Desde 1996 se involucra en actividades de organización, coordinando Grupos de estudiantes dentro de su Departamento. 
Entre los años 1990 y 2000 es Secretario Científico en la Cátedra de Pintura de la UNARTE. Entre 2000-2004 es Secretario Científico de la Universidad Nacional de las Artes de Bucarest (UNARTE) y desde 2004 es Secretario Científico del Senado, dentro de la misma Universidad. 
En cuanto a su actividad científica, Bălescu es, desde 2004, el director ARTLAB :   Laboratorio para el análisis y la creación de la imagen artística CA 37-2004 The National Council of Scientific Research CNCS el Consejo Nacional de Investigación Científica. 
Entre sus proyectos de investigación destacan las “Investigaciones de las técnicas avanzadas del análisis de la imagen artística”, realizado en colaboración con la “Cátedra de Matemáticas de la Facultad de Cibernética de la ASE: Academia de Estudios Económicos de Bucarest, Revista de Informática ASE17/2001).
Entre 2002 – 2004, Cătălin Bălescu participa en el proyecto PED/Programa CERES/el Plan Nacional de Desarrollo llamado “Método de análisis de los elementos fundamentales de la imagen artística” realizado en colaboración con el Instituto Nacional de Investigación y Desarrollo en Optoelectrónica INOE 2000. 
Entre 2006 y 2008 toma parte en un programa destinado a suministrar equipamientos de graduación para laboratorios, administrado por el Ministerio de la Educación, y en 2008 participa en el proyecto CEX 05D8-02-2 titulado “eMart- Cyber Museum” de las Universidades de Artes de Rumania. 
Además, Cătălin Bălescu es miembro de JAQM Advisory Board (Journal of Appllied Quantitative Methods - Diario de Métodos Cuantitativos Aplicados).

## Exposiciones personales
- 2006 - Galería Apollo, Bucarest
- 2003 - Galería Simeza, Bucarest
- 2000 - Galería Simeza, Bucarest
- 1997 - Galería Apollo, Bucarest
- 1994 - Galería Simeza, Bucarest

## Exposiciones colectivas (selección)
- 2013 - Salón de pintura, Centro de las Artes Visuales, Bucarest;
- 2013 - Zece + (Diez +) , mayo, Centro de las Artes Visuales, Bucarest;
- 2013 - VENATURE XXV, abril, Centro de las Artes Visuales, Bucarest;
- 2012 - UNARTE 012, exposición del Departamento de pintura, Museo del Arte Cluj-Napoca;
- 2012 - Artes en Bucarest, Centro de las Artes Visuales, Bucarest;
- 2012 - Culture of Cosmos, Exposición de grupo, Sala del Parlamento, Bucarest;
- 2012 - Once + , Enero, Centro de las Artes Visuales, Bucarest;
- 2011 - Exposición de grupo, Galería UAP Iași;
- 2011 - Trece , Centro de las Artes Visuales, Bucarest;
- 2011 - …. después de Cremaster - Centro de las Artes Visuales, Bucarest;
- 2010 - Secuencias de taller II - Centro de las Artes Visuales, Bucarest;
- 2009 - Diez - Centro de las Artes Visuales – Bucarest;
- 2009 - Secuencias de taller I- Centro de las Artes Visuales – Bucarest;
- 2008 – El perro andaluz - Galería Artis, Bucarest;
- 2008 - Dibujo Galería Simeza, Bucarest;
- 2003 – El Salón Municipal – Galería Artis , Bucarest;
- 2001 - Exposición de Grupo - Galería Căminul Artei, Bucarest;
- 2001 – el Salón Nacional de las Artes – El Pabellón de Exposiciones en Bucarest;
- 1999 - El tiempo en las Artes del Espacio - Instituto de Arquitectura, Bucarest;
- 1995 - Galería Apollo, Bucarest;
- 1995 – Enero - Potencia vs Impotencia, Taller 35, Bucarest;
- 1995 – Febrero - Nueva Vanguardia vs. Nuevo Tradicionalismo, en el Taller 35, Bucarest;
- 1995 – Marzo - Objeto vs Objetividad, Taller 35, Bucarest;
- 1987, 1988, 1990, 1992, 1994 –Exposición de la Juventud, Teatro Nacional de Bucarest;
- 1988 – Exposición Anual de Gráficos, Sala Dalles Bucarest;
- 1985,1992, 1993, 1994, 1995, 1996 – Exposición Municipal, Teatro Nacional de Bucarest;
- 1983 – Bocetos, Exposición de Estudiantes, Bucarest;

## Exposiciones Internacionales
- 2012 - Trienal internacional de dibujo y grabado – tercera edición, Bangkok, Tailandia;
- 2001 - Bienal Internacional de dibujo y grabado, Taipéi, Taiwán;
- 2000 - Yungersted & Brostrom Gallery - Copenhaga, Dinamarca;
- 1997 - Bienal Internacional de Arte, Sharjah - UAE;
- 1995 - Rhein Main Maritime Hotel - Darmstadt;
- 1995 - Centro Cultural Rumano - Viena, Budapesta, Venecia;
- 1995 – Festival Internacional de Pintura - Cagnes sur Mer, Francia;
- 1990 - Exposición Itinerante; ISELP, Bruselas, Galería Botánica de Bruselas , Biblioteca Rumana, Paris;
- 1989 – 4-a Edición del Festival Internacional de Miniatura, Galería Del Bello, Toronto.

## Premios y Becas
- 1997 – Beca ofrecida por el Instituto Italiano de Cultura en Bucarest; viaje educativo a Roma, Florencia y Venecia;
- 1993 – Beca a Bath College of Higher Education Reino Unido, Tempus;
- 1988 - Beca Costin Petrescu ofrecida por de UAP (Unión de los Artistas Plásticos), Rumania;

## Artículos, Libros, Ilustración de libros
- Zhang S., Neagu D. and Balescu C. (2005) Refinement of Clustering Solutions using a Multi-Label Voting Algorithm for Neuro-Fuzzy Ensembles, Procs. First International Conference on Natural Computation ICNC2005 (Lipo Wang, Ke Chen, Yew S. Ong eds.) Changsha, China, 1300-1303, Springer-Verlag Lecture Notes in Computer Science LNCS3612, ISSN 3-540-28320-X
- Neagu D., Zhang S. and Balescu C. (2005) A Multi-Label Voting Algorithm for Neuro-Fuzzy Classifiers Ensembles applied for Visual Arts Data Mining, Procs. 5th International Conference on Intelligent Systems Design and Applications ISDA2005, Wroclaw, Poland - (Halina Kwasnicka, Marcin Paprzycki eds.) 245-250, IEEE Computer Society Press, ISSN 0-7695-2286-6
- S. Zhang, D. Neagu, C. Balescu (2005) Knowledge Representation for Visual Art Data Mining. 6th Informatics Workshop for Research Students, Univ. of Bradford, 23 March 2005, 198-202, ISBN 1-85143-220-5
- S. Zhang, D. Neagu, C. Balescu (2005) Visual Art Data Mining: Knowledge Representation and a Case Study. PREP 2005: the EPSRC Postgraduate Research Conf. in Electronics, Photonics, Communications and Networks, and Computing Science at the University of Lancaster, 30th March - 1st April 2005, 295-296
- Sorin Ilfoveanu –Apuntos de taller 1985-2009, vol I-VI (diseño gráfico)
- Sorin Ilfoveanu – Taller 1995 – 2010 (diseño gráfico), Editorial UNARTE, ISBN 978-606-8296-00-5.
- Patrimonio Kalinderu – En las ruinas de un museo - diseño, Editorial UNARTE, ISBN 978-973-1922-52-2.
- Museo de la Universidad Nacional de las Artes de Bucarest, Editorial UNARTE, ISBN 978-973-1922-06-5, 2008 (coordinador de proyecto)